# Antonov A-1
Antonov A-1 je bil družina enosedežnih šolskih jadralnih letal, ki so jih proizvajali v Sovjetski zvezi v 1930ih in 40ih. A-1 so zasnovali na podlagi Standarda-2 (Стандарт-2) iz 1930ih, prav tako Antonov dizajn.
Zgradili so okrog 5400 letal A-1, kar ga uvršča med najbolj proizvajana jadralna letala. Na podlagi A-1 so zgradili dvosedežnega A-2. 

## Specifikacije (A-1)
- Posadka: 1 pilot
- Dolžina: 5,60 m
- Razpon kril: 10,56 m
- Višina: 1,70 m
- Površina kril: 15,6 m2
- Prazna teža: 92 kg
- Gros teža: 164 kg

- Največja hitrost: 70 km/h
- Hitrost padanja: 1,2 m/s